# Antônio Carlos Secchin
Antonio Carlos Secchin (Rio de Janeiro, 10 de junho de 1952) é um poeta, ensaísta e crítico literário brasileiro.
É membro da Academia Brasileira de Letras, eleito em 3 de junho de 2004, sucedendo Marcos Almir Madeira. Doutor em letras, é professor titular de Literatura Brasileira da Universidade Federal do Rio de Janeiro desde 1993. Ganhador de diversos prêmios literários, organizador de antologias como as de João Cabral de Melo Neto, Cecília Meireles (edição do centenário), Mário Pederneiras, dentre outros.

## Carreira
Descendente paterno de imigrantes italianos do Vêneto e materno dum português proveniente de Évora, Secchin começou a ganhar destaque como crítico literário ao escrever o livro João Cabral: A poesia do menos, vencedor de dois prêmios importantes: o do Instituto Nacional do Livro (MEC) e o Sílvio Romero (ABL). Mais importante do que os prêmios recebidos, o parecer do próprio João Cabral de Melo Neto define a grandeza do crítico Secchin: "Entre todos os professores, pesquisadores e críticos que já se debruçaram sobre minha obra, destaco Antonio Carlos Secchin. Foi quem melhor analisou os desdobramentos daquilo que pude realizar como poeta" (Entrevista concedida a Ricardo Vieira Lima, em 1991).
Além do estudo sobre João Cabral, publicou os livros A ilha (1971), Ária de estação (1973), Movimento (1976), Elementos (1983), Diga-se de passagem (1988), Poesia e desordem (1996), Todos os ventos (2002), Escritos sobre poesia e alguma ficção (2003), Guia de sebos (2003, 4ª edição), 50 poemas escolhidos pelo autor (2006), Memórias de um leitor de poesia (2010).
Como organizador, foi o responsável pela edição das poesias completas de Cecília Meirelles, por ocasião do centenário da escritora e, mais que isso, a sua experiência em garimpar tesouros literários, trouxe a público o primeiro livro de poesia publicado por Cecília e que estava desaparecido: “Espectros”. Em 2009, encontrou outra raridade: poemas inéditos de Carlos Drummond de Andrade, acompanhados de manuscritos com comentários do poeta, trazendo aos leitores fontes importantes sobre o autor.
Seu trabalho crítico, por sua vez, ao se debruçar nas obras de autores como: Álvares de Azevedo, Cruz e Sousa, Cecília, Drummond, Quintana, João Cabral, Ferreira Gullar ou de ficcionistas como Machado de Assis ou cronistas como Rubem Braga, sempre nos oferece uma visão inovadora dos autores, com sua análise precisa e sua refinada capacidade interpretativa.
Afora esta intensa atividade no mundo das letras, é também  um exímio colecionador de livros, especialmente os raros, sendo um dos principais bibliófilos do país. A paixão pelos livros fez dele um frequentador assíduo e grande conhecedor dos sebos, o que lhe proporcionou a publicação do “Guia de sebos”. Lançado em 2003, logo atingiu a lista dos mais vendidos, se tornando uma publicação de utilidade pública, um guia essencial aos admiradores e colecionadores de livros.
Sua faceta poética ganhou destaque com a publicação de Todos os ventos, que recebeu em 2002 o prêmio da Academia Brasileira de Letras. No livro, o poeta revela sua capacidade de criar, mesclando o rigor estético à criatividade poética. O crítico abre espaço para o poeta, que reflete sobre o ato criativo: "Uma escrita / é uma escuta / feita voz/ mar de mármore/ ou de papel/ lançado a esmo...".
O poeta devora suas próprias metáforas, como num ritual autofágico, ao optar por um hermetismo que transborda em versos de expressões dúbias e sentidos infindos que podem conter o nada e o tudo, o sim ou o não, o excesso ou  a falta, a realização ou a eterna luta contra “o gozo zero” ou a solidão. No entanto, nada na poética secchiniana se converte em afirmação categórica. O mesmo “eu” que não se pode dar em espetáculo é também o “outro”, que se põe como espectador - ora distanciado, ora envolvido - que ri de si mesmo. Neste segundo ato do poeta, ele oferece ao leitor, pelas vias do riso, uma reaproximação do palco, um retorno à cena onde acontece o  desvelamento do eu-lírico.
Na poética de Antonio Carlos Secchin, como nos versos de Rimbaud, o leitor descobre que je et um autre, já que o “mostrar-se” do poeta pode ser também uma nova estratégia de velar-se atrás de nova máscara. A sua verdadeira face  aparece em meio à multiplicidade de outros disfarces, mas como distingui-la?
As várias vozes do crítico, do poeta,do professor, enfim, do homem das letras, se reúnem em "Todos os ventos", mostrando a confluência das várias pessoas que vivem em Antonio Carlos Secchin.

## Academia Brasileira de Letras
É o sétimo ocupante da cadeira 19 da Academia Brasileira de Letras. Foi eleito em 3 de junho de 2004, na sucessão de Marcos Almir Madeira, e recebido em 6 de agosto de 2004 pelo acadêmico Ivan Junqueira. Em seu discurso de posse privilegiou os poetas ao destacar um belo trecho da obra de Cecília Meirelles: "Como os poetas que já cantaram,/ e que ninguém mais escuta,/ eu sou também a sombra vaga/ de alguma interminável música". Depois, discorreu sobre os antigos ocupantes da cadeira 19, fazendo-lhes o "elogio", tradicional trecho do discurso de posse dos acadêmicos, e, em seguida, rememorou a cidade de Cachoeiro de Itapemirim, onde viveu parte da infância:
"Passando das areias monazíticas da praia às areias metafóricas da ampulheta do tempo, permito-me incluir, aqui, um pequeno excurso de natureza sentimental e biográfica. A vida me reservou a extraordinária felicidade de contar com a presença, na cerimônia de hoje, de meus pais, Sives e Regy, que se conheceram na década de 1940 no balneário de Guarapari, tão louvado por meu antecessor. O primeiro mar que vi foi o da praia espírito-santense de Marataízes. Homenageio assim, por extensão, o estado do Espírito Santo, em que, por casualidade, não nasci, mas onde aprendi a ler e iniciei, fascinado, essa viagem sem volta na direção da escrita e da leitura."
No encerramento do discurso de posse, Antonio Carlos Secchin mostrou, em sua refinada prosa-poética, a importância da Casa de Machado de Assis no panorama literário e cultural do país, finalizando com trecho de outro poeta magistral:Carlos Drummond de Andrade.
" Assim gostaria de entrar na Academia Brasileira de Letras: entendendo-a como fronteira franqueada ao livre trânsito de todas as temporalidades. De um lado, receptáculo de nossas mais fundas, atávicas, heranças; de outro, passagem para a paisagem do novo. Neste discurso, balizado por dois poetas, a primeira palavra, acolhendo o passado, foi de Cecília Meireles. Que a última seja de Carlos Drummond de Andrade: “Ó vida futura! nós te criaremos”.

## Obras
- Ária de estação (1973);
- A poesia do menos: João Cabral de Melo Neto, de Quaresma a A escola das facas (1982);
- Elementos: poesia (1983);
- Declaração a Affonso Romano de Sant'Anna de apresentação de uma palestra sobre sua obra, na faculdade de Letras da UFRJ, no curso "Encontro com os poetas (1993);
- João Cabral: marcas (1999);
- João Cabral: poesia do menos e outros ensaios cabralinos (1999);
- Escritos: sobre poesia & alguma ficção (2003);
- Guia dos sebos das cidades do Rio de Janeiro e de São Paulo: e também de Belo Horizonte, Brasília, Curitiba, Fortaleza, Goiânia, Maceió, Manaus, Natal, Porto Alegre, Recife, Salvador e São Luís do Maranhão (2003);
- 50 poemas escolhidos pelo autor (2006);
- Anchovinha: nem tudo que brilha no fundo do mar é escama de peixe (2009);
- Memórias de um leitor de poesia & outros ensaios (2010);
- João Cabral: uma fala só lâmina (2014);
- Papéis de poesia : Drummond & mais (2014);
- O galo gago (2018);
- Papéis de prosa: Machado & Mais (2023);
- Papéis de poesia II (2023);

## Fonte das citações
- SECCHIN, Antonio Carlos. A interminável música. Rio de Janeiro : Faculdade de Letras da UFRJ, 2004.